# Phycosoma menustya
Phycosoma menustya är en spindelart som först beskrevs av Roberts 1983.  Phycosoma menustya ingår i släktet Phycosoma och familjen klotspindlar.
Artens utbredningsområde är Aldabra. Inga underarter finns listade i Catalogue of Life.